# Гркине
Гркине (хрв. Grkine) су насељено место у саставу града Ђурђевац, Копривничко-крижевачка жупанија, Хрватска.

## Историја
До територијалне реорганизације у Хрватској биле су у саставу старе општине Ђурђевац.

## Становништво
У попису становништва из 2011. године, Гркине је имала 131 становника.
| Број становника према пописима | Број становника према пописима | Број становника према пописима | Број становника према пописима | Број становника према пописима | Број становника према пописима | Број становника према пописима | Број становника према пописима | Број становника према пописима | Број становника према пописима | Број становника према пописима | Број становника према пописима | Број становника према пописима | Број становника према пописима | Број становника према пописима | Број становника према пописима |
| ------------------------------ | ------------------------------ | ------------------------------ | ------------------------------ | ------------------------------ | ------------------------------ | ------------------------------ | ------------------------------ | ------------------------------ | ------------------------------ | ------------------------------ | ------------------------------ | ------------------------------ | ------------------------------ | ------------------------------ | ------------------------------ |
| 1857                           | 1869                           | 1880                           | 1890                           | 1900                           | 1910                           | 1921                           | 1931                           | 1948                           | 1953                           | 1961                           | 1971                           | 1981                           | 1991                           | 2001                           | 2011                           |
| 0                              | 0                              | 0                              | 95                             | 126                            | 197                            | 176                            | 190                            | 200                            | 211                            | 213                            | 181                            | 187                            | 161                            | 158                            | 131                            |

Напомена: Исказује се од 1880. До 1981. исказивано као део насеља. Од 1991. самостално насеље настало издвајањем дела насеља Ђурђевац. Године 1880. подаци су садржани у насељу Ђурђевац.